# Lapptjärnen (Stensele socken, Lappland, 724446-155029)
Lapptjärnen är en sjö i Storumans kommun i Lappland och ingår i Umeälvens huvudavrinningsområde.